# György Eisemann
György Eisemann (n. 12 noiembrie 1952, Budapesta, Republica Populară Ungară) este un istoric literar și profesor universitar maghiar.

## Biografie
A urmat studii de filologie maghiară și rusă la Facultatea de Științe Umaniste a Universității „Eötvös Loránd” din Budapesta (ELTE) (1972-1977). După absolvirea facultății a lucrat pe post de cercetător științific asociat (1977-1983) și apoi de cercetător științific titular (1983-1995) la Universitatea „Eötvös Loránd”. A fost profesor asociat al aceleiași universități (1995-2012), șef de departament (2004-2005), director adjunct al Institutului de Istorie a Literaturii și Culturii Maghiare a ELTE (din 2006), director de programe la Școala Doctorală de Literatură a Universității „Eötvös Loránd” din Budapesta, membru al Consiliului Științific al ELTE (din 2011). În anul 2009 a obținut titlul de doctor în filologie al Academiei Maghiare de Științe, iar în anul 2012 a fost promovat la gradul de profesor universitar.
Face parte începând din 2004 din grupul de cercetare a literaturii universale al ELTE și este din același an editor al ediției critice al tuturor lucrărilor publicate de Mór Jókai. Începând din 2007 este membru al colegiului redacțional al revistei de istorie literară maghiară Irodalomtörténet, iar din 2011 este redactor responsabil. În paralel, a îndeplinit din  2009 funcția de redactor-șef al revistei Berliner Beiträge zur Hungarologie.
Domeniul său de cercetare este literatura maghiară din secolele al XIX-lea și al XX-lea.

## Lucrări
- Végidő és katarzis (1991)
- Keresztutak és labirintusok (1991)
- Ősformák jelenidőben (1995)
- Szimbólum és metafizikum Komjáthy Jenő költészetében (1997)
- Mikszáth Kálmán (1998)
- A kánon peremén. Az irodalmi modernség alakváltozatai a XIX-XX. század fordulójának magyar prózájában; szerk. Eisemann György; ELTE XVIII-XIX. századi Magyar Irodalomtörténeti Tanszék, Bp., 1998
- A folytatódó romantika (1999)
- Irodalom 16-17 éveseknek (manual, 1999)
- Irodalom szöveggyűjtemény 16-17 éveseknek; szerk. Eisemann György, H. Nagy Péter, Kulcsár-Szabó Zoltán; Korona, Bp., 1999
- Induló modernség – kezdődő avantgárd; szerk. Bednanics Gábor, Eisemann György; Ráció, Bp., 2006 (Ráció-tudomány)
- A későromantikus magyar líra (2010)
- Narratíva és politika. Mikszáth-újraolvasás; szerk. Bengi László, Eisemann György; MIT, Bp., 2016 (MIT-konferenciák)

## Premii
- Premiul literar Hannelore Greve (1999)[2]
- Premiul Mikszáth (2000)[1]
- Bursa profesorală Széchenyi (2000-2003)[1]
- Premiul András Martinkó (2007) pentru istorie literară al Academiei Maghiare de Științe[1][3]
- Premiul Ér Város Életmű (2013)[4]
- Premiul Ferenc Toldy (2014) al Societății Maghiare de Istorie Literară[4]
- Premiul József Ürményi (2015)[4]